# 新倉イワオ
新倉 イワオ（にいくら イワオ、1924年12月7日 - 2012年5月9日）は、日本の放送作家。日本放送作家協会会員。
本名は新倉 巌（読み同じ）。神奈川県平塚市生まれ。専修大学経済学部中退。
心霊研究家としても知られ、日本心霊科学協会理事を務めた。

## 概要
1945年、終戦を機に舞台、ラジオを中心にプロデューサー、ディレクターとしてNHK、民放の各種番組に従事する。
1953年、日本テレビ放送網開局準備の業務を担当し、以来テレビ中心のプロデュースを兼ね、1960年に放送作家へ転向する。また、日本テレビ製作スタッフとして、長寿バラエティー番組『笑点』の企画に立ち会った。以降、多くのドラマ、ドキュメント、音楽番組、バラエティーショーなどを手がけた。
1968年、自らの心霊体験から、日本テレビ界初の心霊番組を企画制作し、日本テレビ『お昼のワイドショー』「あなたの知らない世界」では解説を務め、宜保愛子を世に出したことでも知られる。日本心霊科学協会理事を務める傍ら、心霊パイオニアとして40年近くに亘るテレビ出演と50冊を超える著書を出版。
亡くなる直前まで『笑点』に構成としてスタッフに名を連ねていたが、2012年5月9日に大腸癌のため死去。

## 著作
- 『あなたの知らない世界（正）』日本テレビ放送網（1980年7月）
- 『あなたの知らない世界〈続〉』日本テレビ放送網（1981年2月）
- 『あなたの知らない世界〈続々〉』日本テレビ放送網（1981年12月）
- 『あなたの知らない世界〈新〉』日本テレビ放送網（1982年7月）
- 『あなたの知らない世界 6』日本テレビ放送網（1983年1月）ISBN 4820383272、ISBN 978-4820383277
- 『あなたの知らない世界〈新々〉』日本テレビ放送網（1983年2月）
- 『あなたの知らない世界〈7〉』日本テレビ放送網（1983年）
- 『あなたの知らない世界〈8〉』日本テレビ放送網（1984年8月）
- 『あなたの知らない世界〈9〉』日本テレビ放送網（1985年3月）
- 『あなたの知らない世界〈10〉』日本テレビ放送網（1985年8月）ISBN 4820385291、ISBN 978-4820385295
- 『あなたの知らない世界〈11〉』日本テレビ放送網（1986年8月）ISBN 4820386344、ISBN 978-4820386346
- 『あなたの知らない世界〈12〉』日本テレビ放送網（1987年3月）ISBN 4820387200、ISBN 978-4820387206
- 『あなたの知らない世界〈13〉』日本テレビ放送網（1987年8月）ISBN 4820387421、ISBN 978-4820387428
- 『あなたの知らない世界〈14〉』日本テレビ放送網（1988年4月）ISBN 4820388169、ISBN 978-4820388166
- 『あなたの知らない世界〈15〉』日本テレビ放送網（1988年8月）ISBN 482038824X、ISBN 978-4820388241
- 『あなたの知らない世界〈16〉』日本テレビ放送網（1989年3月）ISBN 4820389106、ISBN 978-4820389101
- 『あなたの知らない世界〈17〉』日本テレビ放送網（1989年8月）ISBN 4820389289、ISBN 978-4820389286
- 『あなたの知らない世界〈18〉』日本テレビ放送網（1990年8月）ISBN 4820390309、ISBN 978-4820390305
- 『あなたの知らない世界〈19〉』日本テレビ放送網（1991年7月）ISBN 4820391194、ISBN 978-4820391197
- 『あなたの知らない世界〈20〉総集編』日本テレビ放送網（1992年8月）ISBN 4820392301、ISBN 978-4820392309
- 『臨死体験』（ケイブンシャブックス）勁文社（1991年6月）、ISBN 4766914414、ISBN 978-4766914412
- 『新倉イワオの心霊体験―霊と語る』（ケイブンシャブックス）勁文社（1991年9月）ISBN 4766915070、ISBN 978-4766915075
- 『心霊怪奇―あなたの知らない世界 恐怖体験への招待状』（KAWADE夢文庫）河出書房新社（1993年6月）ISBN 4309490050、ISBN 978-4309490052
- 『怪奇現象―あなたの知らない世界 ゾッとする不気味な出来事の数々』（KAWADE夢文庫）河出書房新社（1994年2月）ISBN 4309490417、ISBN 978-4309490410
- 『心霊怪奇―あなたの知らない世界〈2〉今夜も震えが止まらない…』（KAWADE夢文庫）河出書房新社（1994年6月）ISBN 4309490573、ISBN 978-4309490571
- 『日本列島心霊怪奇スポット』（KAWADE夢文庫）河出書房新社（1995年3月）ISBN 4309490875、ISBN 978-4309490878
- 『心霊怪奇―あなたの知らない世界〈3〉』（KAWADE夢文庫）河出書房新社（1995年6月）ISBN 4309491049、ISBN 978-4309491042
- 『新倉イワオの心霊診断 （ON SELECT） 』雄鶏社（1995年8月）、ISBN 4277881041、ISBN 978-4277881043
- 『心霊怪奇―あなたの知らない世界〈4〉』（KAWADE夢文庫）河出書房新社（1996年6月）ISBN 4309491537、ISBN 978-4309491530
- 『心霊体験―あなたの知らない世界 この霊現象は何を訴えているか』（KAWADE夢文庫）河出書房新社（1998年7月）ISBN 4309492533、ISBN 978-4309492537
- 『心霊恐怖夜話―新倉イワオの怪奇スペシャル』河出書房新社（1999年5月）、ISBN 4309251145、ISBN 978-4309251141
- 『霊界恐怖夜話―新倉イワオの怪奇スペシャル』河出書房新社（1999年6月）、ISBN 4309251153、ISBN 978-4309251158
- 『恐怖!!あなたの知らない世界』宙出版（2005年7月）、ISBN 4776792028、ISBN 978-4776792024

## テレビドラマ出演
- なぜか、ドラキュラ（1984年、日本テレビ）

## 関連書籍
- 加門七海『心霊づきあい （幽ブックス）』メディアファクトリー（2008年8月20日）ISBN 4840123993、ISBN 978-4840123990
雑誌『幽』に連載された11人との対談。新倉イワオのほか、稲川淳二、漫画家・CLAMP、女優・平山あや、県議会議員・ザ・グレートサスケ、作家・立原透耶、民俗学者・大森亮尚、作家・松谷みよこ、作家・工藤美代子、映画監督・飯田譲治、レポーター・竹内海南江。